# Oțelul Galați
Oțelul Galați ist ein rumänischer Fußballverein aus Galați. Der Name des Vereins ist von dem rumänischen Wort oțel („Stahl“) abgeleitet. Er spielte von 1991 bis 2015 in der ersten rumänischen Fußballliga und wurde 2011 rumänischer Meister. Seit der Saison 2023/24 spielt der Verein wieder erstklassig.

## Geschichte

Ehemaliges Vereinslogo

Oțelul Galați wurde 1964 gegründet. Erstmals stieg der Verein 1986 in die erste rumänische Liga, die Divizia A, auf. 1988 qualifizierte er sich als Viertplatzierter das erste Mal für den UEFA-Pokal und konnte dort einen 1:0-Sieg gegen Juventus Turin erringen. Bei diesem Spiel wurde mit 35.000 Zuschauern auch der derzeitige Zuschauerrekord der Vereinsgeschichte erreicht.
Nach zwei weiteren vierten Plätzen in den Jahren 1996/97 und 1997/98 belegte Oțelul unter Trainer Costel Orac am Ende der Saison 2002/03 nur Rang 13 und musste in den Relegationsspielen gegen FC Oradea, den Vertreter aus der Divizia B, antreten. Obwohl sich der Gegner durchsetzte, durfte Oțelul erstklassig bleiben, da die beiden Ortsrivalen Astra Ploiești und FC Petrolul Ploiești im Sommer 2003 fusionierten und dadurch ein Platz im Oberhaus frei wurde. Ein Jahr später erreichte der Verein das Finale der Cupa României 2003/04, das mit 0:2 gegen Dinamo Bukarest verloren ging.
Am 27. Dezember 2005 wurde mit Petre Grigoraș ein neuer Trainer verpflichtet. Grigoraș hatte während der Hinrunde 2005/06 seinen Vertrag bei Farul Constanța aufgelöst und ersetzte Interimstrainer Gigi Ion, der diese Rolle im November 2005 nach der Kündigung von Aurel Șunda übernommen hatte. Anfang Juli 2009 verließ Grigoraș den Verein in Richtung Politehnica Iași und wurde durch Dorinel Munteanu ersetzt.
In der Saison 2010/11 wurde Oțelul Galați zum ersten Mal in der Vereinsgeschichte rumänischer Meister und qualifizierte sich damit direkt für die Gruppenphase der UEFA Champions League. Dort schieden sie nach der Vorrunde nach sechs Niederlagen als Gruppenletzter aus. Im Juli 2011 gewann Oțelul den Rumänischen Supercup durch einen 1:0-Sieg gegen Steaua Bukarest.
In den Folgejahren spielte der Verein allerdings wieder eine mittelmäßige Rolle. In der Saison 2014/15 erreichte der Verein den 17. Platz (Abstiegsplatz) der Liga 1 und spielte deswegen ab der Saison 2015/16 in der Liga 2.
Im Frühjahr 2016 ging Galați insolvent. Die Wiedergründung erfolgte im selben Jahr. Man startete in der Liga IV unter dem Namen ASC Oțelul Galați neu. Dort sicherte sich der Verein den Meistertitel und stieg in die Liga III auf. Seit dem Sommer 2023 spielt man wieder in der höchsten nationalen spielklasse, der Liga 1. Aktueller Trainer ist seit 2021 Dorinel Munteanu, ehemaliger Bundesligaspieler des 1. FC Köln.

## Erfolge
- Rumänischer Meister: 2011
- Rumänischer Superpokalsieger: 2011

## Ehemalige Trainer
- Ion Moldovan (1990–1991)
- Gigi Ion (November 2000, November 2005 bis Dezember 2005)
- Marius Lăcătuș (2002)
- Costel Orac (Juli 2002 bis 2003)
- Sorin Cârțu (Januar 2004 bis Dezember 2004)
- Mihai Stoichiță (Januar 2005 bis Juli 2005)
- Aurel Șunda (Juli 2005 bis November 2005)
- Petre Grigoraș (27. Dezember 2005 bis Juli 2009, Februar 2013 bis Juni 2013)
- Dorinel Munteanu (Juli 2009 bis August 2012)
- Viorel Tănase (August 2012 bis Januar 2013)
- Ionuț Badea (Juni 2013 bis Oktober 2013)
- Constantin Schumacher (November 2013)
- Ewald Lienen (November 2013 bis Juni 2014)